# Agavoideae
Sous-famille
Synonymes
- Agavaceae Endl.[2]
- Anemarrhenaceae Conran, M.W. Chase & Rudall[2]
- Behniaceae Conran, M.W. Chase & Rudall[2]
- incl. B. Mathew[2]

La sous-famille des Agavoideae est une sous-famille de plantes à fleurs monocotylédones de la famille des Asparagaceae, ordre des Asparagales. Elle a déjà été traitée comme une famille séparée, la famille des Agavaceae. Le groupe comprend de nombreuses plantes bien connues du désert et des zones sèches de types agave, yucca, et arbre de Josué. Il y a environ 23 genres  et environ 640 espèces répandues dans les forêts tropicales, subtropicales et tempérées chaudes du monde.

## Description et utilisations
Les espèces peuvent être succulentes ou pas. En général, les feuilles des Agavoideae se présentent sous forme de rosettes à l'extrémité de la tige ligneuse, qui peut varier de très petites plantes jusqu’à de quasi arbre, comme dans l'arbre de Josué. Les feuilles, à nervures parallèles, apparaissent généralement longues et pointues, souvent avec un durcissement de la nervure centrale en épine à l'extrémité, et parfois avec d'autres épines le long de la marge.
Des espèces du genre Agave sont utilisées pour faire de la tequila, du pulque et du mezcal, tandis que d'autres sont appréciées pour leurs fibres. Elles sont très populaires dans les paysages xérophiles et certaines ont des fleurs voyantes.

## La systématique
La taxinomie du groupe a beaucoup varié. Dans la classification APG III de 2009, adoptée ci-dessous, les Agavoideae sont définis de façon très large pour réunir l'ancienne famille des Agavaceae avec d'autres, autrefois séparées comme les familles des Anemarrhenaceae, Chlorogalaceae, Hostaceae, Yuccaceae, Anthericaceae, Hesperocallidaceae et Chlorogalaceae. Ceci est basé sur les données de systématique moléculaire. Peter Francis Stevens fit remarquer que « Le concept des Agavoideae […] peut ne pas sembler très satisfaisant », mais qu'aucune autre solution n'est meilleure. Sources antérieures à 2009 ont encore Agavaceae (dans diverses circonscriptions) comme une famille séparée, et peut contenir un nombre variable d'autres familles incluses dans les Agavoideae dans les système APG III.
Certains genres anciennement placés dans ce groupe (sous quelque nom que ce soit) ont été séparés; par exemple, Dracaena, qui ressemble superficiellement à certaines espèces d' Agave, est actuellement placé dans le sous-famille des Nolinoideae.

## Genres
Une liste partielle des genres inclus dans les Agavoideae est donnée ci-dessous. La référence est à la source qui place le genre dans cette sous-famille. Comme indiqué ci-dessus, les genres actuellement listés ici ont beaucoup varié dans leurs limites et leurs affectations aux familles et sous-familles ; certains anciens rattachements de familles autres que les Agavaceae, que l'on trouve dans la littérature, sont donnés ci-dessous,.
| Genres                                                                           | Anciennes familles de rattachement externe aux Agavaceae/Agavoideae |
| Agave L.                                                                         |                                                                     |
| Anemarrhena Bunge                                                                | Anemarrhenaceae                                                     |
| Anthericum L.                                                                    | Anthericaceae                                                       |
| Behnia Didr.                                                                     | Behniaceae, Philesiaceae                                            |
| Beschorneria Kunth                                                               |                                                                     |
| Camassia Lindl.                                                                  | Chlorogalaceae, Hyacinthaceae                                       |
| Chlorogalum (Lindl.) Kunth                                                       | Chlorogalaceae, Hyacinthaceae                                       |
| Chlorophytum Ker Gawl.                                                           | Anthericaceae                                                       |
| Clara Kunth                                                                      | Herreriaceae                                                        |
| Diamena Ravenna                                                                  |                                                                     |
| Diora Ravenna                                                                    | Anthericaceae                                                       |
| Echeandia Ortega                                                                 | Anthericaceae                                                       |
| Eremocrinum M.E.Jones                                                            |                                                                     |
| Furcraea Vent.                                                                   |                                                                     |
| Hagenbachia Nees & Mart.                                                         |                                                                     |
| Hastingsia S.Watson                                                              | Chlorogalaceae, Hyacinthaceae                                       |
| Herreria Ruiz & Pav.                                                             | Herreriaceae                                                        |
| Herreriopsis H.Perrier                                                           | Herreriaceae                                                        |
| Hesperaloe Engelm. in S.Watson                                                   |                                                                     |
| Hesperocallis A.Gray                                                             | Hesperocallidaceae, Hyacinthaceae                                   |
| Hesperoyucca (Engelm.) Trel. (inclus dans le genre Yucca par certaines sources)) | Yuccaceae                                                           |
| Hosta Tratt.                                                                     | Hostaceae                                                           |
| Leucocrinum Nutt. ex A.Gray                                                      | Anthericaceae                                                       |
| Manfreda Salisb. (inclus dans le genre Agave par certaines sources)              |                                                                     |
| Paradisea Mazzuc.                                                                | Asphodelaceae                                                       |
| Polianthes L. (inclus dans le genre Agave par certaines sources)                 |                                                                     |
| Prochnyanthes S.Watson                                                           |                                                                     |
| Schoenolirion Durand                                                             | Chlorogalaceae, Hyacinthaceae                                       |
| Yucca L. (incluant Samuela)                                                      | Yuccaceae                                                           |

## Liste des genres
Selon BioLib (12 juillet 2018) :
- genre Agave L.
- genre Anemarrhena Bunge
- genre Behnia Didr.
- genre Beschorneria Kunth
- genre Calibanus Rose
- genre Chlorophytum Ker Gawl.
- genre Furcraea Vent.
- genre Hastingsia S. Watson
- genre Hesperaloe Engelm.
- genre Hesperocallis A. Gray
- genre Hesperoyucca (Engelm.) Baker
- genre Hosta Tratt.
- genre Leucocrinum Nutt. ex A. Gray
- genre Manfreda Salisb.
- genre Polianthes L.
- genre Prochnyanthes S. Watson
- genre Yucca L.

Selon NCBI (12 juillet 2018) :
- genre Agave L., 1753
- genre Anemarrhena Bunge, 1833
- genre Anthericum L.
- genre Behnia Didr., 1854
- genre Beschorneria Kunth
- genre Camassia Lindl.
- genre Chlorogalum (Lindl.) Kunth, 1843
- genre Chlorophytum Ker Gawl.
- genre Diamena Ravenna
- genre Diuranthera Hemsl.
- genre Echeandia Ortega
- genre Furcraea Vent.
- genre Hagenbachia Nees & Mart.
- genre Hastingsia S.Watson, 1979
- genre Herreria Ruiz & Pav.
- genre Herreriopsis H.Perrier
- genre Hesperocallis A.Gray, 1868
- genre Hesperoyucca (Engelm.) Trel.
- genre Hosta Tratt.
- genre Leucocrinum Nutt. ex A.Gray
- genre Manfreda Salisb., 1866
- genre Paradisea Mazzuc., 1811
- genre Polianthes L.
- genre Prochnyanthes S.Watson
- genre Schoenolirion Durand, 1855
- genre Trichopetalum
- genre Yucca L.